# Museo Universitario A Domus do Mitreo
El Museo Universitario A Domus do Mitreo (Lugo) es un centro museístico gestionado por la Universidad de Santiago de Compostela (USC), aunque de titularidad compartida con el Ayuntamiento de Lugo, situado en un edificio que alberga la sede del Vicerrectorado del Campus de Lugo, construido en el antiguo solar del Pazo de Montenegro y edificios anexos, junto a la muralla romana de Lugo. El Museo recibe el nombre de Domus del Mitreo porque al realizarse los sondeos arqueológicos previos a la construcción del nuevo edificio aparecieron los restos de una domus que, durante el Bajo Imperio romano, fue parcialmente reformada para construir un edificio privado destinado a su uso como mitreo. La importancia histórica de los restos arqueológicos descubiertos obligaron a replantear el proyecto arquitectónico inicialmente previsto para conservarlos e incorporarlos al nuevo edificio, que incluiría el primer museo universitario de la Universidad de Santiago de Compostela en Lugo.

## Historia
En julio de 1998 la Universidad de Santiago de Compostela adquirió el edificio del Pazo de Montenegro y sus construcciones anexas, que llevaban décadas deshabitadas, para rehabilitarlas y urbanizarlas mediante un proyecto arquitectónico que permitiría disponer a la ciudad de un edificio que albergara las instalaciones del Vicerrectorado del Campus de Lugo, así como otras dependencias destinadas a usos culturales. Las excavaciones en el solar alcanzaron un área de unos 600 m² y se desarrollaron durante varias campañas arqueológicas entre los años 2000 y 2007, bajo la dirección del arqueólogo Celso Rodríguez Cao, aunque no se permitió que la excavación se extendiera hacia la Puerta de Santiago o la propia Plaza de Pío XII situada delante de la catedral, impidiéndose así conocer mejor aspectos relevantes de la cronología de los restos arqueológicos. Después de la construcción del edificio, cuyo proyecto y dirección de obra corrió a cargo del arquitecto Felipe Peña, el proyecto de musealización se demoró durante varios años, debido al elevado coste de su financiación. Finalmente, después de una inversión aproximada de 200.000 euros, el Museo Universitario A Domus do Mitreo abrió sus puertas al público el 28 de marzo de 2018, incrementando el potencial de la ciudad en el turismo cultural.

## Edificio
Las instalaciones museísticas, gestionadas íntegramente por la Universidade de Santiago de Compostela, permiten el acceso a la excavación arqueológica musealizada en la planta subterránea, y a un espacio expositivo situado en la primera planta del edificio el que se explica la evolución histórico de esta zona de la ciudad y los edificios levantados desde la Edad Media hasta nuestros días. El Museo Universitario A Domus do Mitreo también incluye en sus instalaciones una sala de conferencias, situada en la planta baja del edificio.

## Piezas destacadas
El Museo Universitario A Domus do Mitreo expone en sus instalaciones una selección de piezas que fueron encontradas en el desarrollo de las excavaciones arqueológicas realizadas en el solar, tales como cerámica, vidrio, metales y otras piezas, fundamentalmente de época romana, aunque en las excavaciones también se hallaron restos materiales de época medieval y moderna. Entre las piezas más destacadas de la exposición se encuentra un entalle de anillo de forma oval y realizado en cornalina de color naranja. La pieza, cuyas dimensiones son 1,5 cm de longitud por 1,1 cm de ancho y 0,2 cm de grosor, presenta en su cara superior  una decoración incisa en la que se representa una viga guiada por una victoria alada, reprsentada de perfil, que porta en una de sus manos una rama de palma. Este entalle de anillo ha sido utilizado como elemento de identificación visual de la imagen corporativa del Museo Universitario A Domus do Mitreo.